# گروه انتشارات موسیقی یونیورسال
گروه انتشارات موسیقی یونیورسال (انگلیسی: Universal Music Publishing Group) (یوام‌پی‌جی) یک شرکت انتشار موسیقی در آمریکای شمالی و بخشی از گروه موسیقی یونیورسال است. انتشارات موسیقی یونیورسال پس از انتشارات موسیقی سونی/ای‌تی‌وی، دومین شرکت بزرگ انتشارات موسیقی در جهان است.
کاتالوگ یوام‌پی‌جی شامل بیش از سه میلیون ترانه با دفاترهای در بیش از ۳۰ کشور است.